# Antoine Lacène
Antoine Lacène (1769-1859) est un naturaliste et entomologiste français, un des fondateurs de la Société Linnéenne de Lyon.

## Biographie
Antoine Lacène naît à Lyon le 30 décembre 1769 dans une famille de soyeux lyonnais par son père Salve Lacène et sa mère Magdeleine Magnieunin. Son père décède l'année de ses vingt ans en même temps que commence la Révolution française contre laquelle il va lutter en s'enrôlant dans la milice lyonnaise sous les ordres du comte de Précy. Mais la défaite subie par les lyonnais l'oblige à se réfugier en Suisse pour échapper aux représailles.
De retour à Lyon après le décès de Robespierre en 1794, Antoine Lacène intègre l'École centrale de Lyon. Il se marie avec sa cousine Louise Magnieunin le 16 avril 1798 mais n'aura pas d'enfants. La botanique l'intéressant, il suit les cours du professeur Mouton-Fontenille qui lui permettront d'appliquer ses connaissances dans le parc naturel qui entoure la maison d'Écully léguée par sa belle-mère à son décès en 1811.
C'est dans cette maison et son jardin créés par l'architecte Jean-Marie Morel que Antoine Lacène rencontre des célébrités comme Madame de Staël ou le vicomte Matthieu de Montmorency grâce aux relations politiques de son beau-frère Camille Jourdan qui habite également dans la propriété familiale.
Fort des connaissances acquises en botanique, il intègre la Société d'agriculture de Lyon en 1813. Mis en relation avec François Huber, le naturaliste suisse spécialiste des abeilles, il rédige un Mémoire sur les abeilles, principalement sur la manière de faire des essaims artificiels. Antoine Lacène est également membre de la Société Linnéenne de Lyon quand celle-ci se constitue indépendamment de celle de Paris le 28 décembre 1822. Il adresse en 1835 à cette Société un Mémoire sur les courtillières destiné à aider à la lutte contre cette espèce d'insecte nuisible.
Du 25 novembre 1822 au 22 novembre 1828, il assume les fonctions de maire d'Ecully. En créant à Lyon la première exposition de fleurs dans l'orangerie du Jardin des plantes en 1837, il montre ses qualités d'horticulteur qui lui valent la reconnaissance de la Société d'horticulture de Paris qui lui décerne le titre de membre correspondant en 1838. Il sera en 1843 à l'initiative de la création de la Société d'horticulture de Lyon qu'il ne pourra pas présider à cause de problèmes de santé.
Il décède le 14 avril 1859.